# Por encima de todo
Love Field (conocida en español como Por encima de todo y también Conflictos de amor ) es una película dramática estadounidense de 1992 escrita por Don Roos y dirigida por Jonathan Kaplan , protagonizada por Michelle Pfeiffer y Dennis Haysbert. 
Fue estrenada en los Estados Unidos el 11 de diciembre de 1992 por Orion Pictures . Es un ejemplo de representación del asesinato de John F. Kennedy en la cultura popular . Por su actuación, Pfeiffer obtuvo una nominación al Premio Oscar a la Mejor Actriz .

## Sinopsis
Una estilista de Dallas se hace amiga de un hombre de color y su hija mientras viajan en autobús al funeral de John F. Kennedy.

## Reparto
- Michelle Pfeiffer como Louise Irene "Lurene" Hallett
- Dennis Haysbert como Paul Cater
- Stephanie McFadden como Jonell
- Brian Kerwin como Ray Hallett
- Louise Latham como Mrs. Enright
- Peggy Rea como Mrs. Heisenbuttal
- Beth Grant como Hazel Enright
- Cooper Huckabee como Deputy Swinson
- Troy Evans como Galvan
- Mark Miller como Trooper Exley
- Pearl Jones como Baker
- Rhoda Griffis como Jacqueline Kennedy
- Bob Gill como John F. Kennedy

## Recepción

### Crítica
En Rotten Tomatoes , la película tiene un índice de aprobación del 40% según las reseñas de 10 críticos, con una calificación promedio de 5.7/10.
Janet Maslin en The New York Times escribió: "Esta película modesta en realidad cubre mucho terreno... Love Field trae muy pocas ideas preconcebidas para contar su historia discreta. Los personajes trascienden los estereotipos, pero lo que realmente importa es la habilidad de los actores". para dar vida a estas personas".

### Premios y nominaciones
| Premios                            | Categoría            | Nominado/a        | Resultado | Ref.  |
| ---------------------------------- | -------------------- | ----------------- | --------- | ----- |
| Premios Oscar                      | Mejor Actriz         | Michelle Pfeiffer | Nominada  | [ 3 ] |
| Berlin International Film Festival | Oso de oro           | Jonathan Kaplan   | Nominado  | [ 4 ] |
| Berlin International Film Festival | Mejor Actriz         | Michelle Pfeiffer | Ganadora  | [ 4 ] |
| Golden Globe Awards                | Mejor Actriz - Drama | Michelle Pfeiffer | Nominada  | [ 5 ] |
| New York Film Critics Circle       | Mejor Actriz         | Michelle Pfeiffer | 3.º lugar | [ 6 ] |